# Số hóa

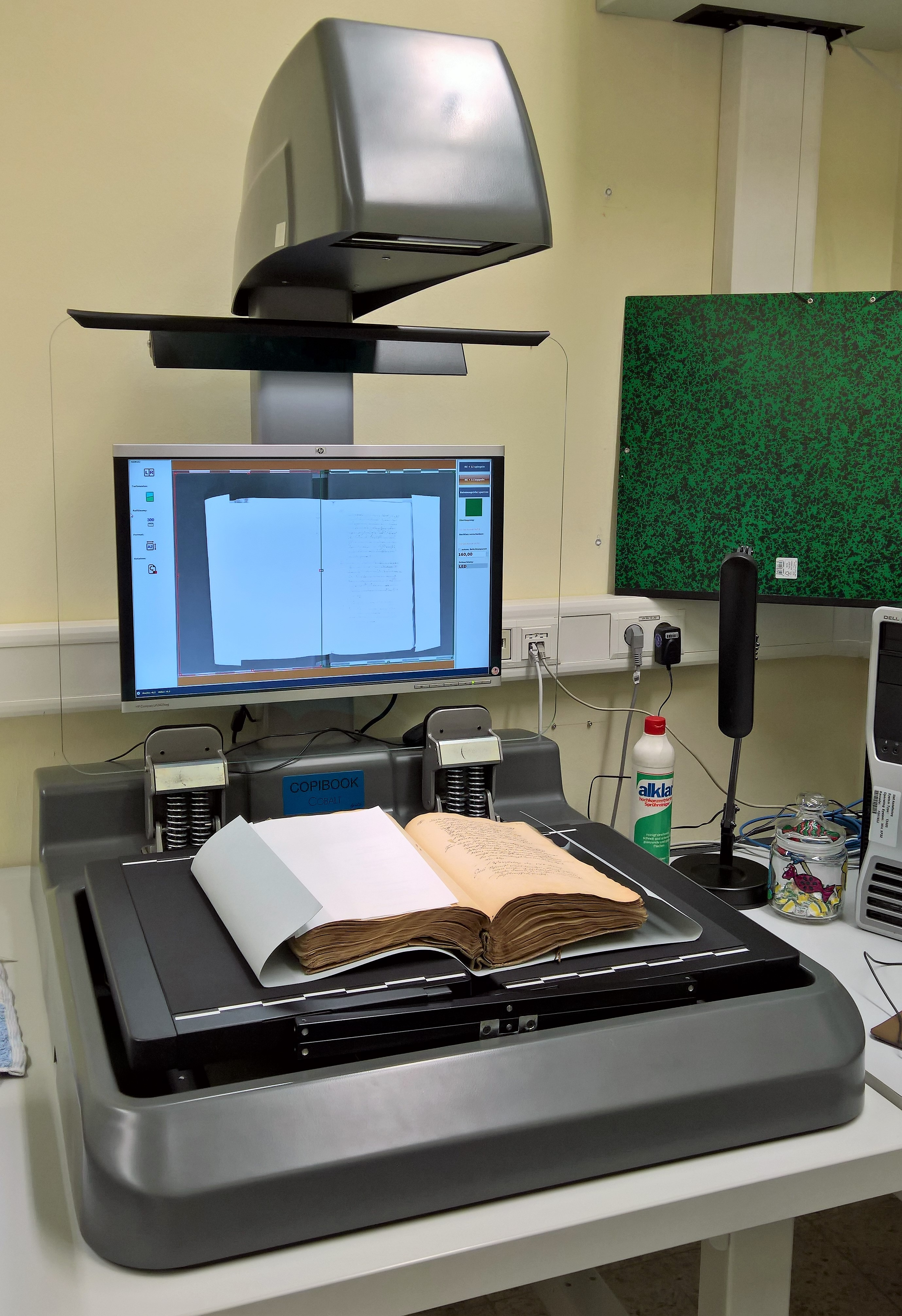
Số hóa

Số hóa (Digitization) là quá trình chuyển đổi thông tin trên giấy và các quy trình thủ công thành định dạng kỹ thuật số trong đó thông tin được tổ chức thành các bit và byte. Giống như quét một bức ảnh hoặc chuyển đổi một báo cáo giấy thành PDF. Dữ liệu không bị thay đổi - nó chỉ đơn giản được mã hóa theo định dạng kỹ thuật số.
Số hóa có tầm quan trọng rất lớn đối với việc xử lý, lưu trữ và truyền dữ liệu, bởi vì nó "cho phép thông tin của tất cả các loại ở mọi định dạng được thực hiện với cùng hiệu quả và cũng được xen kẽ". Mặc dù dữ liệu được lưu trữ ở dạng vật lý (analog data) thường ổn định hơn, nhưng dữ liệu số có thể dễ dàng được chia sẻ và truy cập hơn và theo lý thuyết, có thể được truyền đi vô thời hạn, không bị mất mát qua thời gian và qua các lần sao chép dữ liệu, miễn là nó được chuyển sang các định dạng mới, ổn định.
Số hóa trong một tổ chức cung cấp một lợi thế để thực hiện mọi thứ nhanh hơn, tốt hơn và rẻ hơn. Số hóa có thể gặt hái lợi ích hiệu quả khi dữ liệu số hóa được sử dụng để tự động hóa các quy trình và cho phép khả năng truy cập tốt hơn - nhưng số hóa không tìm cách tối ưu hóa các quy trình hoặc dữ liệu. Từ đó, nó có thể cung cấp lợi nhuận tốt hơn và có nhiều cơ hội sản xuất giá trị.

## Lịch sử hình thành
- 1890 - Một anh chàng tên Herman Holerith, người sáng lập một công ty mà sau này trở thành IBM, đã phát minh ra một hệ thống thẻ đục lỗ để lập bảng điều tra dân số Hoa Kỳ.  Chuyển đổi công cụ thực tế thành một cái gì đó khác biệt là về ý tưởng đơn giản nhất mà một máy tính có.
- 1936 - Alan Turing phát minh ra một cỗ máy tính toán khổng lồ dùng để giúp mã hóa thông tin liên lạc của Đức Quốc xã.  Được gọi là Máy Turing, đây là thiết bị đầu tiên có thể tính toán những phép tính khổng lồ, dường như không thể tưởng tượng được.
- 1937 - Claude Shannon đã viết một luận án về mã nhị phân, một cách biểu diễn các từ và số là 1 và 0, mở ra khả năng của bảng mạch, lưu trữ và bộ xử lý, tất cả đều đặt nền tảng cho những gì chúng ta gọi là chương trình máy tính ngày nay.
- 1943-1944 - Một cặp giáo sư phát minh ra một cỗ máy khổng lồ có thể tính toán các phương trình thông qua lập trình. Đây là máy đầu tiên cho phép mọi người nhập dữ liệu và lấy dữ liệu mới mà không cần bánh răng và dây đai.
- 1953 - Một phụ nữ tên Grace Hopper phát minh ra ngôn ngữ lập trình đầu tiên, thay đổi cách dữ liệu được dịch và lưu trữ mãi mãi.
- 1957 - SEAC (Máy tính tự động điện tử tiêu chuẩn) được phát minh là máy tính đầu tiên có thể quét hình ảnh, lưu trữ và tái tạo nó thành pixel.
- 1971 - Thiết bị kết nối sạc đầu tiên được phát minh.  Đây là một số công cụ dễ sử dụng đầu tiên có thể lấy dữ liệu tương tự (ví dụ: hình ảnh) và chuyển đổi chúng sang định dạng kỹ thuật số.
- 1974-1977 - Máy tính gia đình đầu tiên bắt đầu tung ra thị trường 1975 - Máy ảnh kỹ thuật số đầu tiên được phát minh.  Điều này rất quan trọng, vì đây là lần đầu tiên ảnh có thể được chụp và lưu vào bộ nhớ máy tính mà không phải xem phim trước.
- 1986 - Một nhóm người bắt đầu làm việc với định dạng JPEG, một cách để nén hình ảnh thành các phần dữ liệu nhỏ hơn gọi là byte.  Nén làm cho nó có thể làm cho kích thước tệp hình ảnh nhỏ hơn nhiều và, bằng cách mở rộng, giá cả phải chăng.
- 2018 - Kodak cung cấp dịch vụ cho những người mà họ có thể gửi băng video, ảnh và slide cũ và chuyển đổi chúng sang định dạng kỹ thuật số.[4]

## Phân biệt các khái niệm số hoá

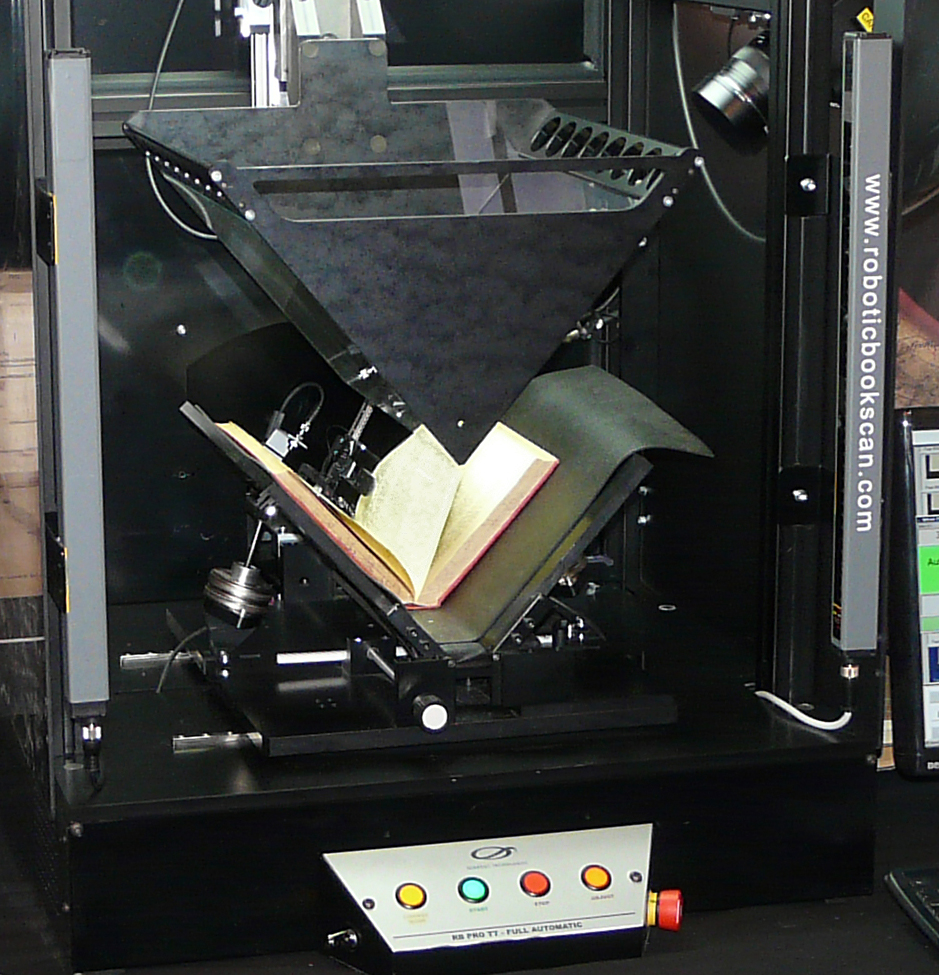
Một chiếc máy quét ảnh sách RBS Pro TT xuất hiện tại lễ hội sách quốc tế ở Budapest, 2010

Hiện nay, có rất nhiều người nhầm lẫn giữa "Số hóa - Digitization", "Số hóa - Digitalization" và "Chuyển đổi số - Digital Transformation". Có thể nói, chuyển đổi số là dạng phát triển hơn của số hóa, bởi vậy chuyển đổi số thực hiện khá phức tạp hơn so với số hóa.

### So sánh Digitization với Digitalization
Số hóa (Digitization) là sự chuyển đổi từ analog sang kỹ thuật số, trong khi số hóa (Digitalization) là việc sử dụng các công nghệ kỹ thuật số và dữ liệu số hóa để tác động đến cách thức thực hiện công việc, chuyển đổi cách mà khách hàng và các công ty tham gia và tương tác, và tạo ra các nguồn doanh thu (kỹ thuật số) mới. Số hóa đề cập đến tối ưu hóa nội bộ của các quy trình (ví dụ: tự động hóa công việc, giảm giấy tờ, thủ tục) và dẫn đến tối thiểu hóa chi phí. Ngược lại, Kỹ thuật số hóa là một chiến lược hoặc quy trình vượt ra ngoài việc thực hiện công nghệ để thể hiện một sự thay đổi sâu sắc hơn, là cốt lõi cho toàn bộ mô hình kinh doanh và sự phát triển của công việc.

### So sánh Digitalization với Digital Transformation
Mặc dù các nhà lãnh đạo doanh nghiệp thường sử dụng thuật ngữ số hóa (Digitalization) như chuyển đổi số (Digital Transformation), nhưng hai thuật ngữ này rất khác nhau. Chuyển đổi số đòi hỏi phải áp dụng rộng rãi hơn nhiều công nghệ kỹ thuật số và thay đổi văn hóa. Chuyển đổi số là về con người nhiều hơn là về công nghệ kỹ thuật số. Nó đòi hỏi những thay đổi về tổ chức lấy khách hàng làm trung tâm, được hỗ trợ bởi sự lãnh đạo, được thúc đẩy bởi những thách thức đối với văn hóa doanh nghiệp và tận dụng các công nghệ trao quyền và cho phép nhân viên.